# 1615
Il 1615 (MDCXV in numeri romani) è un anno  del XVII secolo.

## Eventi
- Felipe Guaman Poma de Ayala scrive la sua opera Nueva Corónica y Buen Gobierno.
- Galileo Galilei indirizza a Cristina di Lorena la più famosa delle sue quattro Lettere copernicane.
- Miguel de Cervantes Saavedra pubblica la seconda parte del Don Chisciotte.
- 18 marzo – Rinvenuti i resti mortali di Sant'Antioco Martire nell'omonima Basilica.
- Ottobre – Si svolge l'ultimo massacro documentato della storia dell'Islanda, la strage degli Spagnoli.

## Nati

### Gennaio
- 11 gennaio - Caterina Carlotta del Palatinato-Zweibrücken, nobile († 1651)
- 17 gennaio - Virginio Orsini, cardinale e vescovo cattolico italiano († 1676)
- 25 gennaio - Govert Flinck, pittore olandese († 1660)
- 27 gennaio - Nicolas Fouquet, politico francese († 1680)
- 30 gennaio - Thomas Rolfe,  inglese († 1680)

### Febbraio
- 18 febbraio - Maria Farnese, nobile († 1646)

### Marzo
- 3 marzo - Cristina Margherita di Meclemburgo-Güstrow, principessa tedesca († 1666)
- 3 marzo - Francesco Megale, vescovo cattolico italiano († 1681)
- 10 marzo - Hans Ulrik Gyldenløve, diplomatico danese († 1645)
- 11 marzo - Giovanni Weikhard di Auersperg, nobile boemo († 1677)
- 13 marzo - Papa Innocenzo XII, papa, vescovo cattolico e cardinale italiano († 1700)
- 17 marzo - Gregorio Carafa, militare italiano († 1690)
- 22 marzo - Gabriello Brunelli, scultore italiano († 1682)
- 23 marzo - Ferrante Pallavicino, scrittore italiano († 1644)
- 25 marzo - Carlo Targa, giurista italiano († 1700)

### Maggio
- 19 maggio - Giovanni Faustini, librettista e impresario teatrale italiano († 1651)

### Giugno
- 4 giugno - Gaspard Dughet, pittore italiano († 1675)
- 6 giugno - Daniele Giustiniani, vescovo cattolico italiano († 1697)
- 23 giugno - Charles de Batz de Castelmore d'Artagnan, nobile e militare francese († 1673)

### Luglio
- 15 luglio - Cesare Maria Antonio Rasponi, cardinale italiano († 1675)
- 22 luglio - Salvator Rosa, pittore, incisore e poeta italiano († 1673)
- 22 luglio - Margherita di Lorena, principessa († 1672)
- 28 luglio - Charles de Noyelle, gesuita belga († 1686)

### Agosto
- 15 agosto - Maria I di Guisa, duchessa francese († 1688)

### Settembre
- 12 settembre - Sofia di Assia-Kassel, nobildonna tedesca († 1670)
- 16 settembre - Sofia Margherita di Anhalt-Bernburg, nobile († 1673)
- 16 settembre - Heinrich Bach, musicista tedesco († 1692)
- 17 settembre - Samuel Sorbière, traduttore e filosofo francese († 1670)
- 20 settembre - Giovanni Adolfo I di Schwarzenberg, nobile († 1683)
- 20 settembre - Giambattista Spinola, cardinale e arcivescovo cattolico italiano († 1704)
- 28 settembre - Giberto III Borromeo, cardinale italiano († 1672)

### Ottobre
- 8 ottobre - Ermanno Augusto di Brandeburgo-Bayreuth, nobile tedesco († 1651)
- 16 ottobre - Henry Basnage, avvocato francese († 1695)
- 27 ottobre - Cristiano I di Sassonia-Merseburg, duca († 1691)

### Novembre
- 5 novembre - Ibrahim I, sultano ottomano († 1648)
- 7 novembre - Raimondo Capizucchi, cardinale italiano († 1691)
- 12 novembre - Richard Baxter, religioso britannico († 1691)
- 15 novembre - Veríssimo de Lencastre, cardinale e arcivescovo cattolico portoghese († 1692)
- 16 novembre - Guillaume Dumanoir, compositore e violinista francese († 1697)
- 24 novembre - Filippo Guglielmo del Palatinato, conte († 1690)

### Dicembre
- 9 dicembre - Anne Carr, nobile († 1684)
- 14 dicembre - Carlo Lurago, architetto italiano († 1684)
- 15 dicembre - Carlo Cane, pittore italiano († 1688)
- 19 dicembre - Federico di Württemberg-Neuenstadt, duca († 1682)
- 30 dicembre - Carlo Rinaldini, matematico, ingegnere militare e filosofo italiano († 1698)

### Senza giorno specificato
- Armand d'Athos, militare e agente segreto francese († 1643)
- Alfonso Boschi, pittore italiano
- Dionigi Bussola, artista, pittore e scultore italiano († 1687)
- Carlo Ludovico Clerici, II marchese di Cavenago, nobile e politico italiano († 1677)
- Gabriel Cossart, storico e religioso francese († 1674)
- Frederick Coyett, esploratore olandese († 1687)
- Lorentz Creutz, ammiraglio svedese († 1676)
- John Denham, poeta irlandese († 1669)
- Jean Deslions, teologo francese († 1700)
- Dionisio III di Costantinopoli, arcivescovo ortodosso greco († 1696)
- James Drummond, III conte di Perth, nobile scozzese († 1675)
- Antonio Pedro Sancho Dávila y Osorio, nobile spagnolo († 1689)
- Cornelis Galle il Giovane, incisore fiammingo († 1678)
- Denis Godefroy, storico francese († 1681)
- Gong Dingzi, scrittore e poeta cinese († 1673)
- Charles Howard, II conte di Berkshire, nobile inglese († 1679)
- Wendelin Hueber, compositore e organista austriaco († 1679)
- John Hutchinson, politico britannico († 1664)
- Juan de Jesús, francescano e mistico spagnolo († 1687)
- Giovanni de La Lande, gesuita, missionario e santo francese († 1646)
- Tanneguy Le Fèvre, filologo e traduttore francese († 1672)
- Jean Nocret, pittore francese († 1672)
- Catharina Peeters, pittrice fiamminga († 1676)
- Johann Rudolf Pfyffer von Altishofen, ufficiale svizzero († 1657)
- Lorenzo Raggi, cardinale e vescovo cattolico italiano († 1687)
- Francesco Ravizza, vescovo cattolico italiano († 1675)
- Antonio Ruggieri, pittore italiano
- Pietro Martire Rusca, vescovo cattolico, filosofo e scrittore italiano († 1674)
- Luigi di Savoia-Nemours, nobile francese († 1641)
- Friedrich von Schomberg, generale tedesco († 1690)
- Frans van Schooten, matematico olandese († 1660)
- Giovan Paolo Schor, pittore, scenografo e architetto austriaco († 1674)
- Dara Shikoh, scrittore persiano († 1659)
- Pieter Steenwijck, pittore e incisore olandese († 1660)
- Gilbert de Sève, pittore francese († 1698)
- Nicodemus Tessin il Vecchio, architetto svedese († 1681)
- Pieter van de Venne, pittore olandese († 1657)
- Pieter Verbruggen il Vecchio, scultore fiammingo († 1686)
- Hans Witdoeck, incisore, disegnatore e mercante d'arte fiammingo
- Giacomo Zanoni, botanico italiano († 1682)
- Fëdor Evtichievič Zubov, pittore, incisore e miniaturista russo († 1689)

## Morti

### Gennaio
- 15 gennaio - Virginia de' Medici, nobile italiana (n. 1568)
- 27 gennaio - Imagawa Ujizane, militare giapponese (n. 1538)
- 31 gennaio - Claudio Acquaviva, gesuita italiano (n. 1543)
- 31 gennaio - Henry Grey, VI conte di Kent, nobile inglese (n. 1541)
- 31 gennaio - Sō Yoshitoshi, militare giapponese (n. 1568)

### Febbraio
- 4 febbraio - Giovanni Battista Della Porta, filosofo, alchimista e commediografo italiano (n. 1535)
- 4 febbraio - Dom Justo Takayama (n. 1552)

### Marzo
- 4 marzo - Hans von Aachen, pittore tedesco (n. 1552)
- 6 marzo - Pieter Both, ammiraglio olandese (n. 1568)
- 10 marzo - John Ogilvie, gesuita, missionario e santo inglese (n. 1579)
- 20 marzo - Francisco de Medina, letterato spagnolo (n. 1544)
- 25 marzo - Taddeo Carlone, scultore e architetto italiano (n. 1543)
- 27 marzo - Margherita di Valois, regina francese (n. 1553)
- 28 marzo - Cosimo Ruggeri, astrologo italiano

### Aprile
- 2 aprile - Tsutsui Sadatsugu, militare giapponese (n. 1562)
- 11 aprile - Giovan Battista II Celestri, nobile e avvocato italiano (n. 1548)
- 11 aprile - Okudaira Nobumasa, militare giapponese (n. 1555)

### Maggio
- 4 maggio - Adriaan van Roomen, matematico fiammingo (n. 1561)
- 13 maggio - Passitea Crogi, religiosa italiana (n. 1564)
- 14 maggio - Odo van Maelcote, scienziato e matematico belga (n. 1572)
- 22 maggio - Tsukushi Hirokado, militare giapponese (n. 1548)
- 23 maggio - Francisco Diago, storico spagnolo (n. 1562)
- 29 maggio - Giovanni Tommaso Minadoi, medico e storico italiano (n. 1549)

### Giugno
- 2 giugno - Gotō Mototsugu, militare giapponese (n. 1565)
- 3 giugno - Sanada Yukimura, militare giapponese (n. 1567)
- 3 giugno - Ōtani Yoshikatsu, militare giapponese
- 4 giugno - Mōri Katsunaga, militare giapponese (n. 1578)
- 4 giugno - Sanada Yukimasa, militare giapponese
- 4 giugno - Ujiie Yukihiro, militare giapponese (n. 1546)
- 4 giugno - Yasui Dōton, mercante giapponese (n. 1533)
- 5 giugno - Toyotomi Hideyori, militare giapponese (n. 1593)
- 6 giugno - Kimura Shigenari, militare giapponese (n. 1593)
- 7 giugno - Pedro Manrique de Lara, arcivescovo cattolico e teologo spagnolo (n. 1553)
- 23 giugno - Mashita Nagamori, militare giapponese (n. 1545)
- 24 giugno - Katagiri Katsumoto, militare giapponese (n. 1556)

### Luglio
- 6 luglio - Furuta Oribe,  giapponese (n. 1544)
- 13 luglio - Fulvio Gonzaga, condottiero e militare italiano (n. 1558)
- 15 luglio - Zygmunt Gonzaga Myszkowski, nobile polacco (n. 1562)
- 17 luglio - Cesare Lupi, condottiero italiano (n. 1575)
- 26 luglio - Alonso Pérez de Guzmán y Sotomayor, ammiraglio spagnolo (n. 1550)

### Agosto
- 8 agosto - Biagio Betti, pittore italiano (n. 1535)
- 20 agosto - Bernardo II del Congo, re (n. 1570)
- 23 agosto - François de Joyeuse, cardinale e arcivescovo cattolico francese (n. 1562)

### Settembre
- 1º settembre - Étienne Pasquier, scrittore, giurista e storico francese (n. 1529)
- 1º settembre - Innocenzo a Prato, nobile, storico e letterato italiano (n. 1550)
- 9 settembre - Virginio Orsini, sovrano italiano (n. 1572)
- 20 settembre - Kanamori Yoshishige, militare giapponese (n. 1559)
- 25 settembre - Arbella Stuart, nobile britannica (n. 1575)

### Ottobre
- 1º ottobre - Paulus van Caerden, ammiraglio olandese (n. 1569)
- 6 ottobre - Carlo Bascapè, vescovo cattolico italiano (n. 1550)
- 16 ottobre - Ferenc Forgách, cardinale e arcivescovo cattolico ungherese (n. 1566)
- 23 ottobre - Ascanio Vittozzi, architetto italiano (n. 1539)
- 31 ottobre - Marcantonio Memmo, doge (n. 1536)

### Novembre
- 9 novembre - Pietro Maria Marsolo, compositore e presbitero italiano
- 10 novembre - Pietro Antonio Crespi Castoldi, presbitero e storico italiano (n. 1557)
- 15 novembre - Anne Turner, assassina inglese (n. 1576)
- 16 novembre - Prospero Podiani, letterato, umanista e bibliotecario italiano
- 24 novembre - Sethus Calvisius, compositore, astronomo e matematico tedesco (n. 1556)
- 28 novembre - William Howard, III barone Howard di Effingham, nobile inglese (n. 1577)

### Dicembre
- 3 dicembre - Carlo Conti, cardinale e vescovo cattolico italiano (n. 1556)
- 4 dicembre - Katakura Kagetsuna, militare giapponese (n. 1557)
- 7 dicembre - Gerard Reynst, mercante olandese
- 23 dicembre - Bartolomeo Schedoni, pittore italiano (n. 1578)

### Senza giorno specificato
- Alauddin Riayat Shah III di Johor, sovrano malese (n. 1562)
- Yodogimi,  giapponese (n. 1567)
- Cherubino Alberti, pittore e incisore italiano (n. 1553)
- Gerolamo Araolla, poeta e presbitero italiano
- Robert Armin, attore teatrale britannico
- Cesare Baglioni, pittore italiano
- Ban Naoyuki, generale e militare giapponese (n. 1567)
- Chōsokabe Morichika, militare giapponese (n. 1575)
- Juana Coello,  spagnola (n. 1548)
- Heinrich Decimator, astronomo e teologo tedesco (n. 1544)
- Pedro Fernandes de Queirós, navigatore e esploratore portoghese (n. 1565)
- Caterina Gonzaga, nobile italiana (n. 1574)
- Felipe Guamán Poma de Ayala,  peruviano (n. 1534)
- Girolamo Incontri, vescovo cattolico italiano (n. 1552)
- Antonio Lodron di Castellano, nobile e religioso italiano (n. 1536)
- Grammazio Metallo, compositore italiano
- Giobatta Monti, poeta italiano
- Jacopo Pergamini, letterato e religioso italiano (n. 1531)
- Vincenzo Serafino, vescovo cattolico italiano
- Melchior Vulpius, musicista tedesco (n. 1570)
- Jean de Poutrincourt, esploratore francese (n. 1557)

## Calendario
| Calendario 1615 | Calendario 1615 | Calendario 1615 | Calendario 1615 | Calendario 1615 | Calendario 1615 | Calendario 1615 | Calendario 1615 | Calendario 1615 | Calendario 1615 | Calendario 1615 | Calendario 1615 | Calendario 1615 | Calendario 1615 | Calendario 1615 | Calendario 1615 | Calendario 1615 | Calendario 1615 | Calendario 1615 | Calendario 1615 | Calendario 1615 | Calendario 1615 | Calendario 1615 | Calendario 1615 | Calendario 1615 | Calendario 1615 | Calendario 1615 | Calendario 1615 | Calendario 1615 | Calendario 1615 | Calendario 1615 | Calendario 1615 | Calendario 1615 |
| --------------- | --------------- | --------------- | --------------- | --------------- | --------------- | --------------- | --------------- | --------------- | --------------- | --------------- | --------------- | --------------- | --------------- | --------------- | --------------- | --------------- | --------------- | --------------- | --------------- | --------------- | --------------- | --------------- | --------------- | --------------- | --------------- | --------------- | --------------- | --------------- | --------------- | --------------- | --------------- | --------------- |
|                 | 1               | 2               | 3               | 4               | 5               | 6               | 7               | 8               | 9               | 10              | 11              | 12              | 13              | 14              | 15              | 16              | 17              | 18              | 19              | 20              | 21              | 22              | 23              | 24              | 25              | 26              | 27              | 28              | 29              | 30              | 31              |                 |
| Gennaio         | Gi              | Ve              | Sa              | Do              | Lu              | Ma              | Me              | Gi              | Ve              | Sa              | Do              | Lu              | Ma              | Me              | Gi              | Ve              | Sa              | Do              | Lu              | Ma              | Me              | Gi              | Ve              | Sa              | Do              | Lu              | Ma              | Me              | Gi              | Ve              | Sa              |                 |
| Febbraio        | Do              | Lu              | Ma              | Me              | Gi              | Ve              | Sa              | Do              | Lu              | Ma              | Me              | Gi              | Ve              | Sa              | Do              | Lu              | Ma              | Me              | Gi              | Ve              | Sa              | Do              | Lu              | Ma              | Me              | Gi              | Ve              | Sa              |                 |                 |                 |                 |
| Marzo           | Do              | Lu              | Ma              | Me              | Gi              | Ve              | Sa              | Do              | Lu              | Ma              | Me              | Gi              | Ve              | Sa              | Do              | Lu              | Ma              | Me              | Gi              | Ve              | Sa              | Do              | Lu              | Ma              | Me              | Gi              | Ve              | Sa              | Do              | Lu              | Ma              |                 |
| Aprile          | Me              | Gi              | Ve              | Sa              | Do              | Lu              | Ma              | Me              | Gi              | Ve              | Sa              | Do              | Lu              | Ma              | Me              | Gi              | Ve              | Sa              | Do              | Lu              | Ma              | Me              | Gi              | Ve              | Sa              | Do              | Lu              | Ma              | Me              | Gi              |                 |                 |
| Maggio          | Ve              | Sa              | Do              | Lu              | Ma              | Me              | Gi              | Ve              | Sa              | Do              | Lu              | Ma              | Me              | Gi              | Ve              | Sa              | Do              | Lu              | Ma              | Me              | Gi              | Ve              | Sa              | Do              | Lu              | Ma              | Me              | Gi              | Ve              | Sa              | Do              |                 |
| Giugno          | Lu              | Ma              | Me              | Gi              | Ve              | Sa              | Do              | Lu              | Ma              | Me              | Gi              | Ve              | Sa              | Do              | Lu              | Ma              | Me              | Gi              | Ve              | Sa              | Do              | Lu              | Ma              | Me              | Gi              | Ve              | Sa              | Do              | Lu              | Ma              |                 |                 |
| Luglio          | Me              | Gi              | Ve              | Sa              | Do              | Lu              | Ma              | Me              | Gi              | Ve              | Sa              | Do              | Lu              | Ma              | Me              | Gi              | Ve              | Sa              | Do              | Lu              | Ma              | Me              | Gi              | Ve              | Sa              | Do              | Lu              | Ma              | Me              | Gi              | Ve              |                 |
| Agosto          | Sa              | Do              | Lu              | Ma              | Me              | Gi              | Ve              | Sa              | Do              | Lu              | Ma              | Me              | Gi              | Ve              | Sa              | Do              | Lu              | Ma              | Me              | Gi              | Ve              | Sa              | Do              | Lu              | Ma              | Me              | Gi              | Ve              | Sa              | Do              | Lu              |                 |
| Settembre       | Ma              | Me              | Gi              | Ve              | Sa              | Do              | Lu              | Ma              | Me              | Gi              | Ve              | Sa              | Do              | Lu              | Ma              | Me              | Gi              | Ve              | Sa              | Do              | Lu              | Ma              | Me              | Gi              | Ve              | Sa              | Do              | Lu              | Ma              | Me              |                 |                 |
| Ottobre         | Gi              | Ve              | Sa              | Do              | Lu              | Ma              | Me              | Gi              | Ve              | Sa              | Do              | Lu              | Ma              | Me              | Gi              | Ve              | Sa              | Do              | Lu              | Ma              | Me              | Gi              | Ve              | Sa              | Do              | Lu              | Ma              | Me              | Gi              | Ve              | Sa              |                 |
| Novembre        | Do              | Lu              | Ma              | Me              | Gi              | Ve              | Sa              | Do              | Lu              | Ma              | Me              | Gi              | Ve              | Sa              | Do              | Lu              | Ma              | Me              | Gi              | Ve              | Sa              | Do              | Lu              | Ma              | Me              | Gi              | Ve              | Sa              | Do              | Lu              |                 |                 |
| Dicembre        | Ma              | Me              | Gi              | Ve              | Sa              | Do              | Lu              | Ma              | Me              | Gi              | Ve              | Sa              | Do              | Lu              | Ma              | Me              | Gi              | Ve              | Sa              | Do              | Lu              | Ma              | Me              | Gi              | Ve              | Sa              | Do              | Lu              | Ma              | Me              | Gi              |                 |